# Iotrochota birotulata
Iotrochota birotulata är en svampdjursart som först beskrevs av Thomas Higgin 1877.  Iotrochota birotulata ingår i släktet Iotrochota och familjen Iotrochotidae. Inga underarter finns listade i Catalogue of Life.